# Morombe (distrikt)
Morombe District är ett distrikt i Madagaskar.   Det ligger i regionen Menabe, i den sydvästra delen av landet, 500 km sydväst om huvudstaden Antananarivo.